# The Last of Our Kind
«The Last of Our Kind» (с англ. — «Последний из нашего рода») — сингл швейцарской певицы Кристины Марии Райдер, известной под псевдонимом Rykka. Данную песню она представила в конкурсе «Евровидение-2016» в Стокгольме.
Борьба за представление именно этой композиции Швейцарией в «Евровидение 2016» началась ещё осенью 2015 года. 6 декабря 2015 года Райкка прошла отборочный тур и получила больше всего голосов. 12 мая 2016 года Райкка выступала во втором полуфинале конкурса на арене Эрикссон-Глоб, но в финал не прошла.
На «Евровидение 2016» Рукка выступала в довольно необычном костюме, с интересной причёской и само выступление было уникальным, как и все остальные.

## Композиция
| №  | Название               | Автор(ы)                                                     | Длительность |
| -- | ---------------------- | ------------------------------------------------------------ | ------------ |
| 1. | «The Last of Our Kind» | Кристина Мария Райдер, Майк Джеймс, Джефф Доусон, Уорн Ливси | 2:59         |